# Eurychor
Als eurychor (gr. eurychōrēs „weit“) werden Organismen bezeichnet, die geographisch weit verbreitet sind. Demgegenüber benennt die Bezeichnung euryök Organismen mit einem sehr großen Toleranzbereich für unterschiedliche Umweltbedingungen.